# هنري جاكسون ولز
هنري جاكسون ولز (بالإنجليزية: Henry Jackson Wells)‏ هو سياسي أمريكي، ولد في 1823، وتوفي في 1912. انتخب عضو مجلس نواب ماساتشوستس.